# Reformierte Kirche Parpan

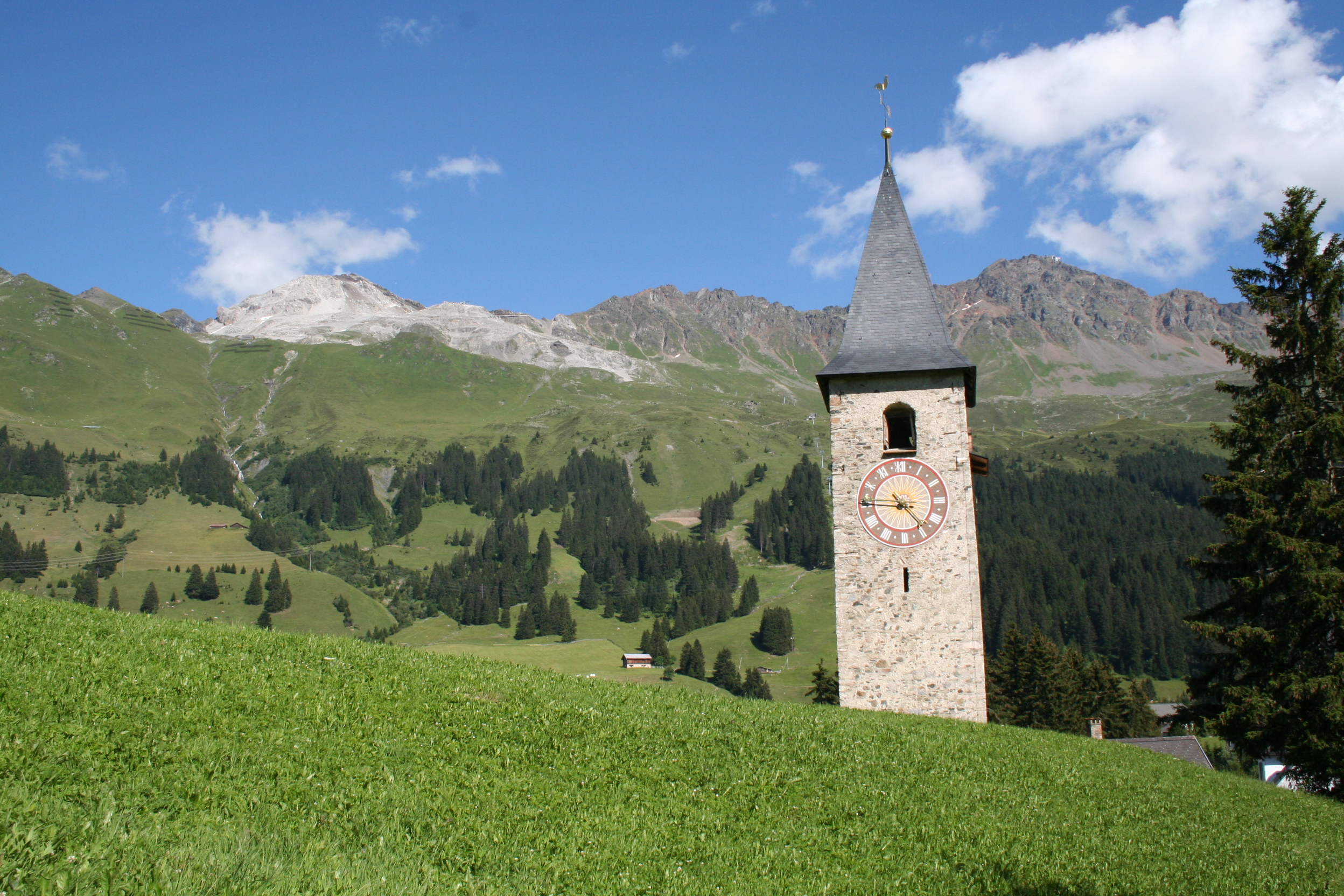
Der separat stehende Kirchturm

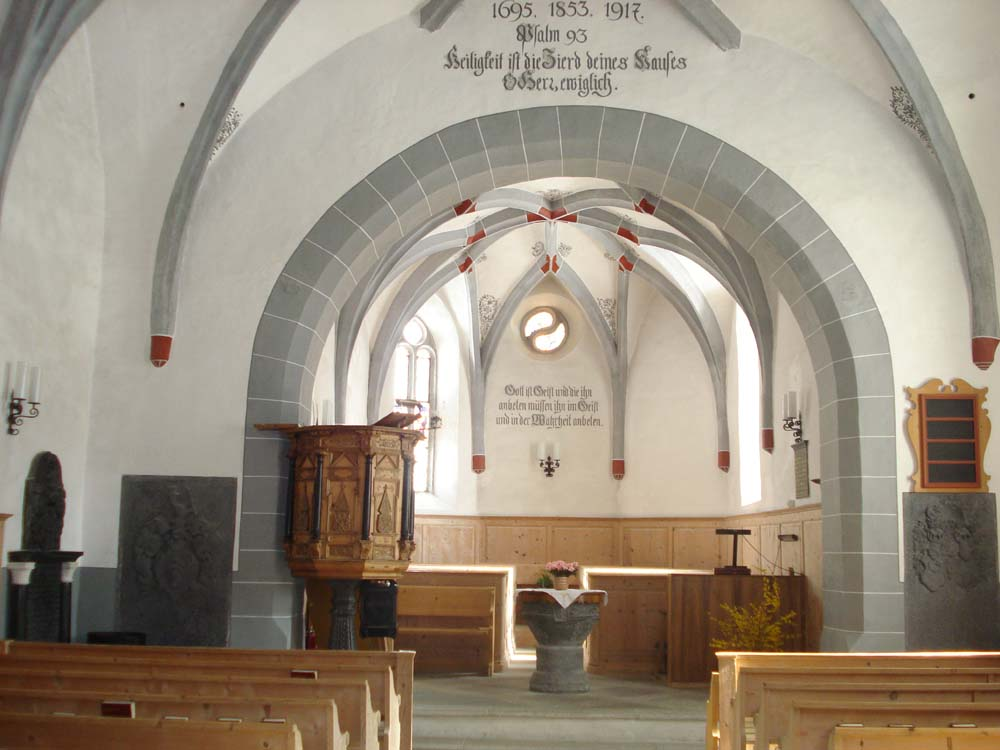
Der vordere Teil des Kirchenschiffs und der Chorraum

Die reformierte Kirche in Parpan im Kanton Graubünden ist ein denkmalgeschütztes evangelisch-reformiertes Gotteshaus.

## Geschichte und Ausstattung
Errichtet wurde die Kirche nach dem Jahr 1489 und stand unter dem Patrozinium der heiligen Anna. Noch vor der um 1560 erfolgten Annahme der Reformation entstand im zweiten Jahrzehnt des 16. Jahrhunderts ein neuer Chorraum. In die Zeit der Bündner Wirren fällt 1633 der Bau des neuen, auffällig separat westlich von der Kirche stehenden Turmes, der 1916 letztmals einer Renovierung unterzogen wurde.
Der Kirchbau folgt spätgotischem Stil. Das Kircheninnere läuft nach reformierter Tradition auf den Taufstein von 1517 zu.
Die Glasmalerei datiert auf das Jahr 1916 und zeigt im Chor vier Reformatoren: Martin Luther, Johannes Calvin, Ulrich Zwingli und Heinrich Bullinger sowie im Schiff zwei Szenen zu Weihnachten und zu Karfreitag.

## Kirchliche Organisation
Parpan steht in Pastorationsgemeinschaft mit Churwalden und gehört zur Evangelisch-reformierten Landeskirche Graubünden.

## Galerie

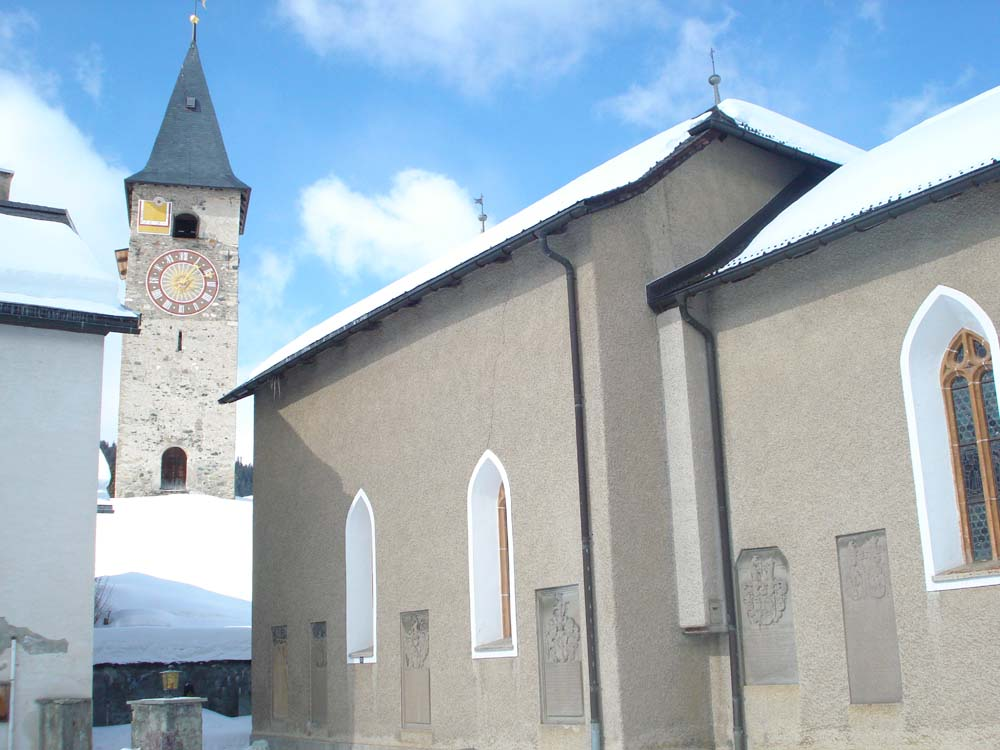
Kirche und separat stehender Turm
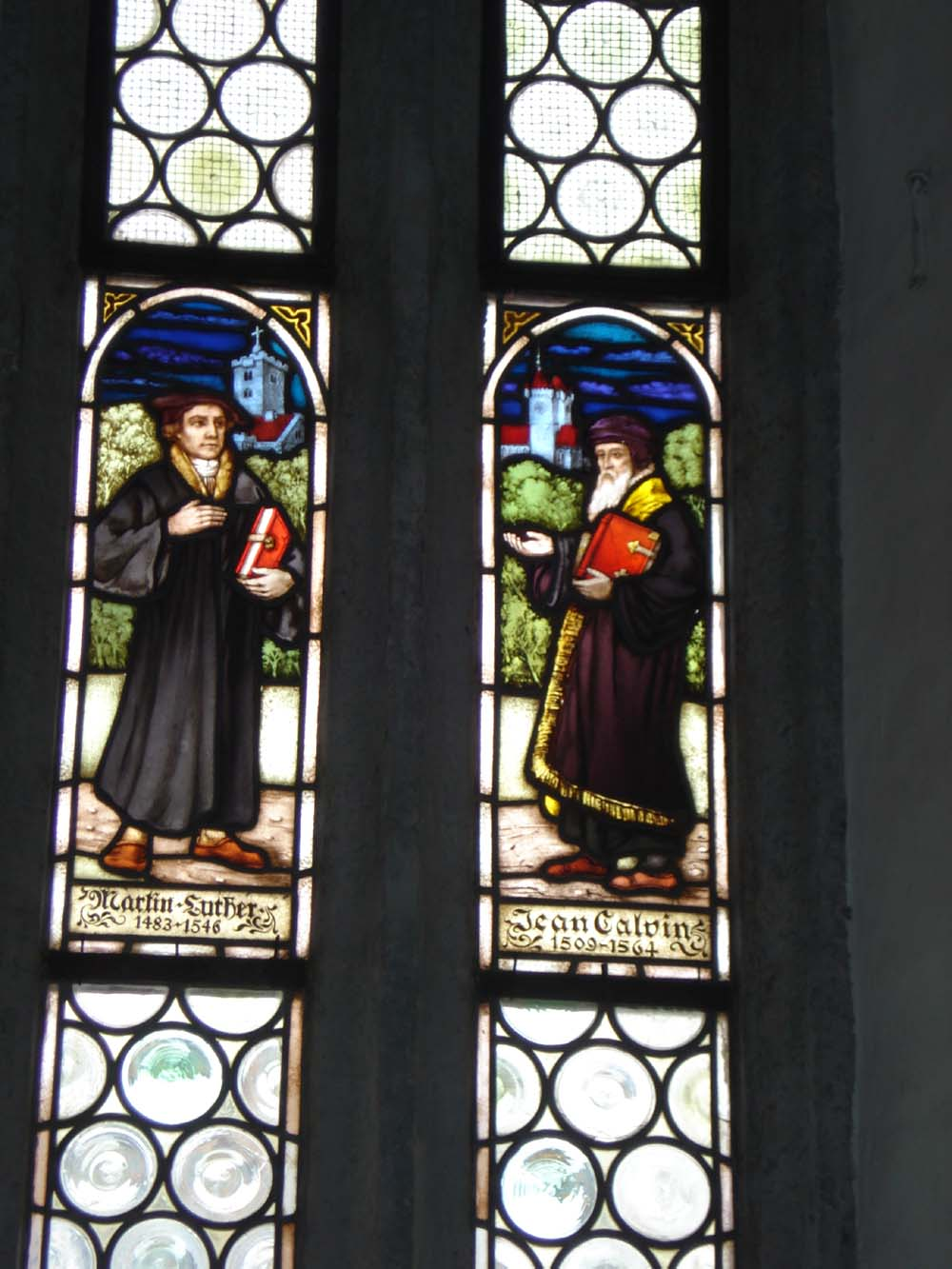
Luther und Calvin im Kirchenfenster
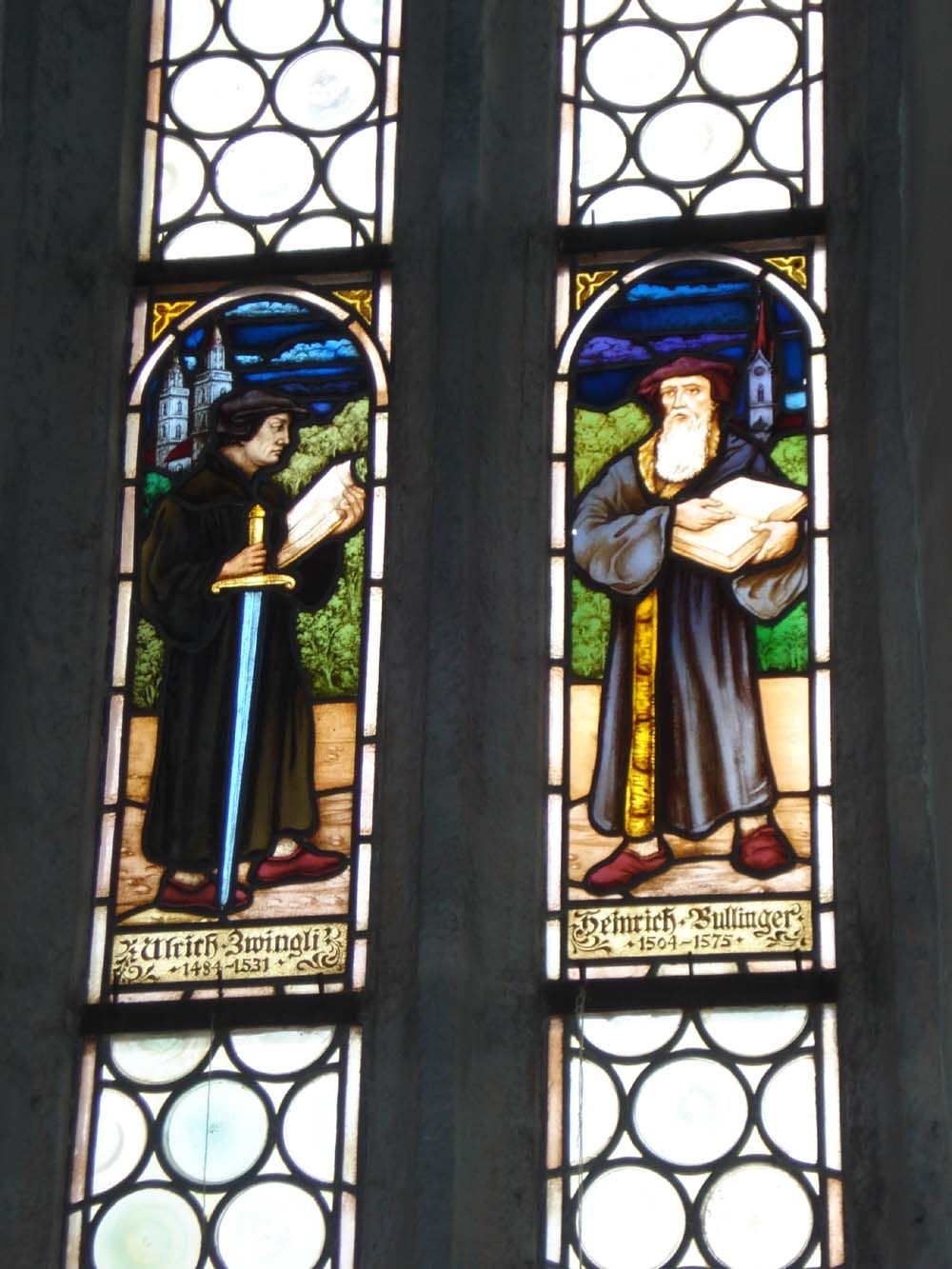
Zwingli und Bullinger
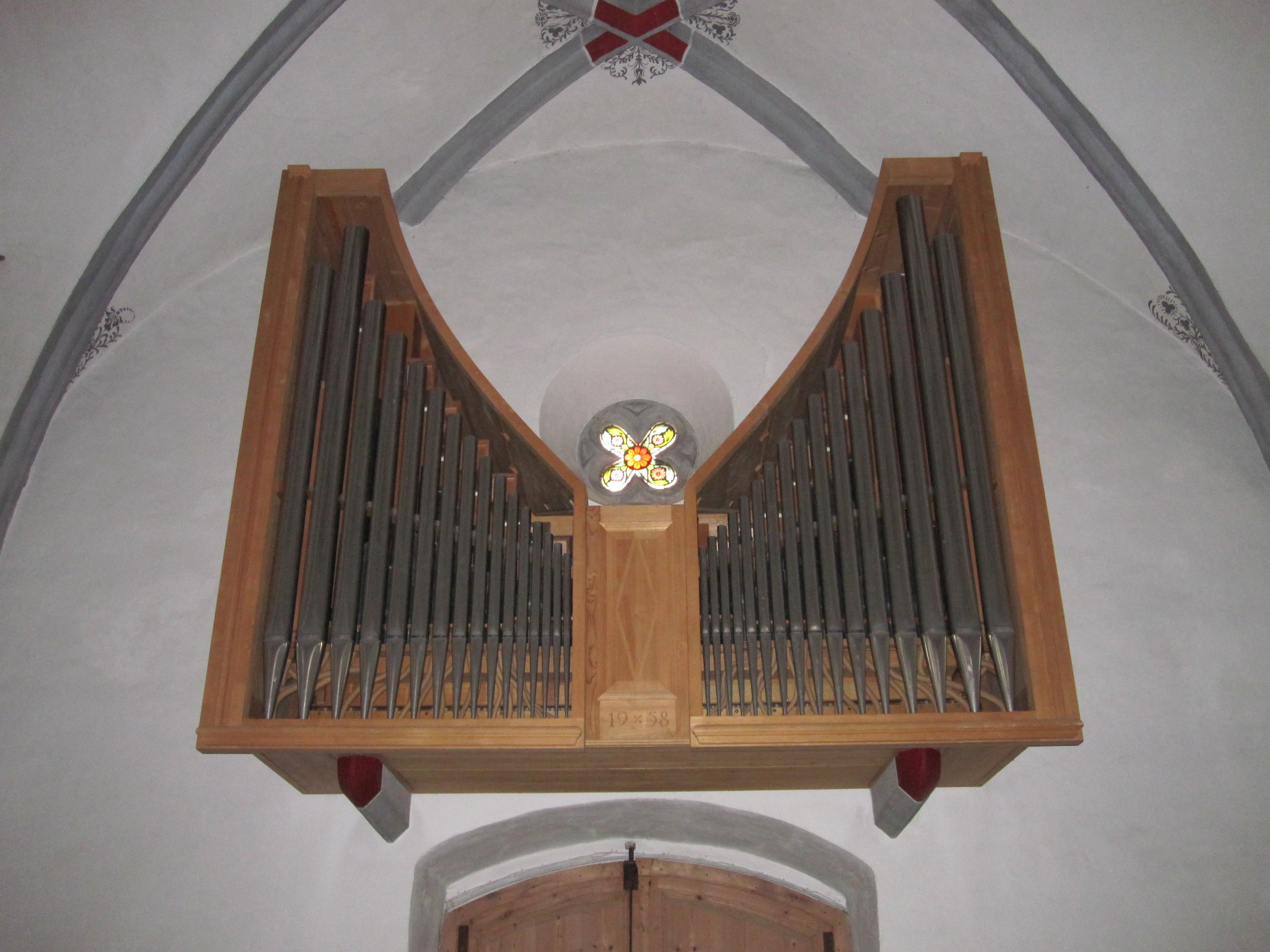
Orgel
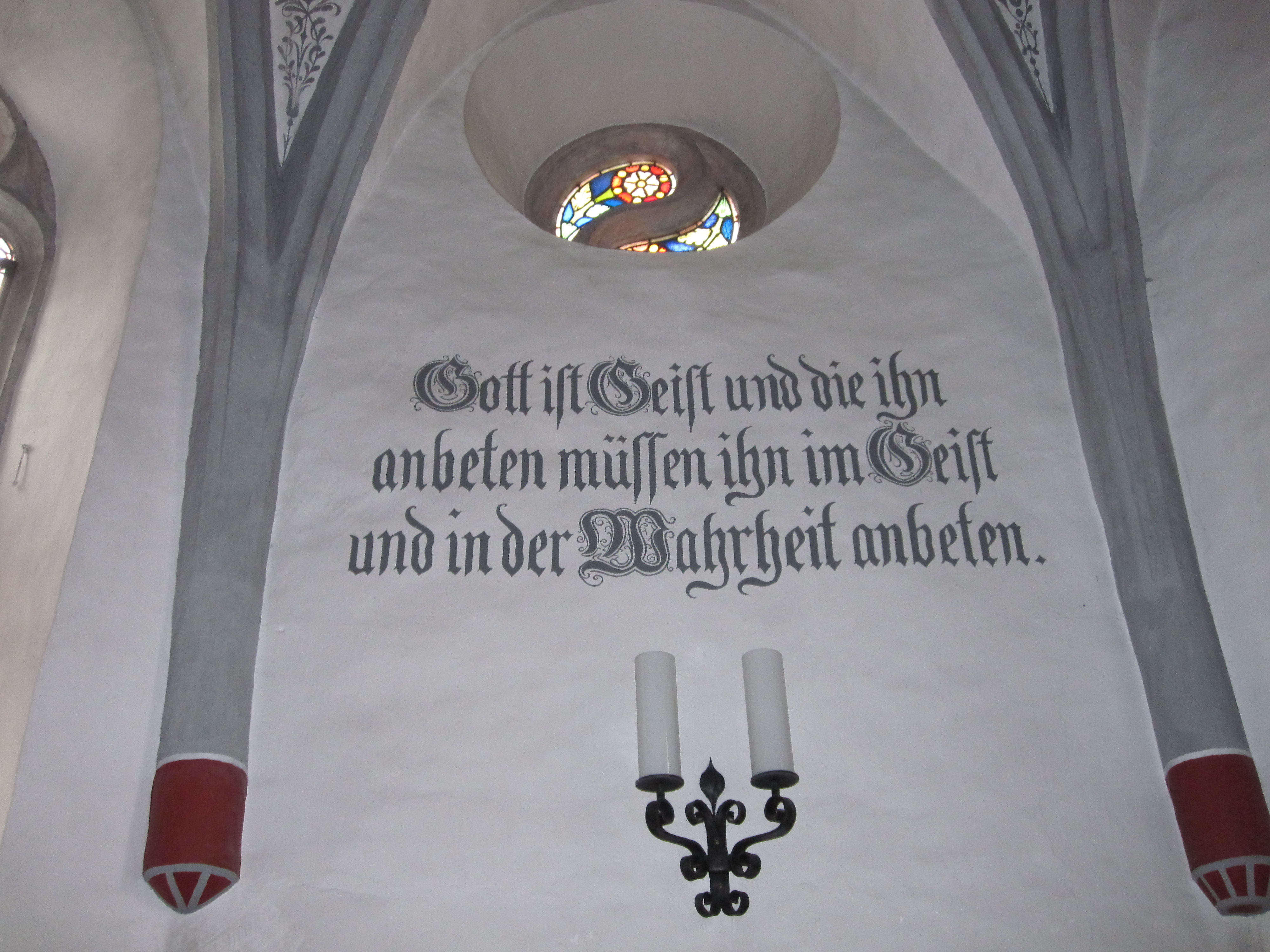
Biblischer Wandspruch im Chor
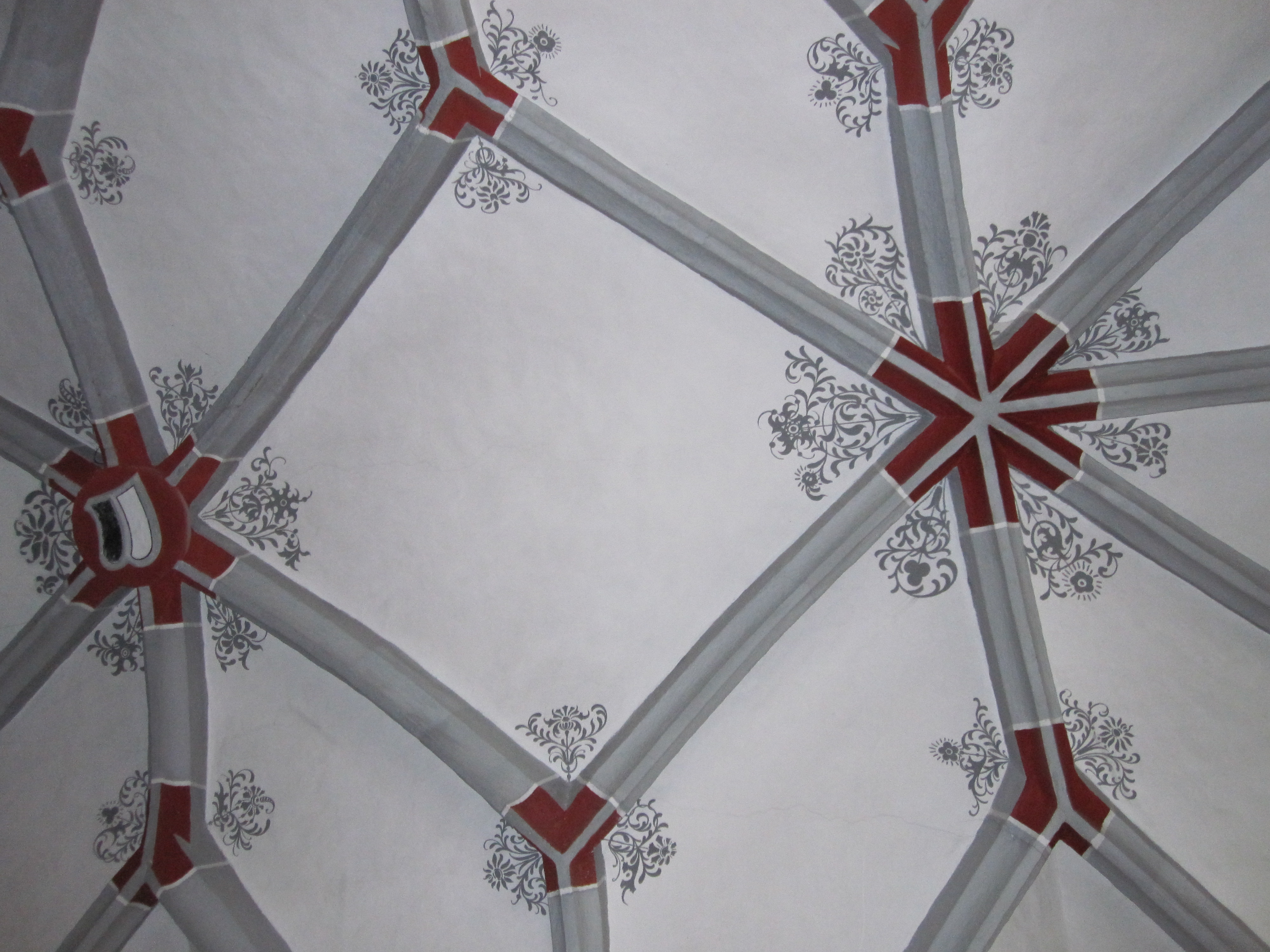
Deckengewölbe